# داريو
داريو (بالبرتغالية: Dadá Maravilha‏) (مواليد 4 مارس 1946) هو لاعب كرة قدم. يلعب مع منتخب البرازيل لكرة القدم. سبق له أن لعب في كأس العالم لكرة القدم مع منتخب بلاده.

## روابط خارجية
- داريو على موقع الاتحاد الدولي (مؤرشف)  (الإنجليزية)
- داريو على موقع قاعدة بيانات كرة القدم.إي يو (الإنجليزية)
- داريو على موقع ناشيونال فوتبول تيمز (الإنجليزية)